# Жайворонок рудоголовий
Жа́йворонок рудоголовий (Calandrella eremica) — вид горобцеподібних птахів родини жайворонкових (Alaudidae). Мешкає на Аравійському і Сомалійському півостровах. Раніше вважався конспецифічним з ефіопським жайворонком, однак був визнаний окремим видом.

## Підвиди
Виділяють два підвиди:
- C. e. eremica (Reichenow & Peters, N, 1932) — південний захід Аравійського півострова;
- C. e. daaroodensis White, CMN, 1960 — північний схід Ефіопії і північ Сомалі.

## Поширення і екологія
Рудоголові жайворонки мешкають в Саудівській Аравії, Ємені, Сомалі і Ефіопії. Вони живуть у відкритих кам'янистих напівпустелях, місцями порослих чагарниками.